# Hermann Esser

Hermann Esser (1933)

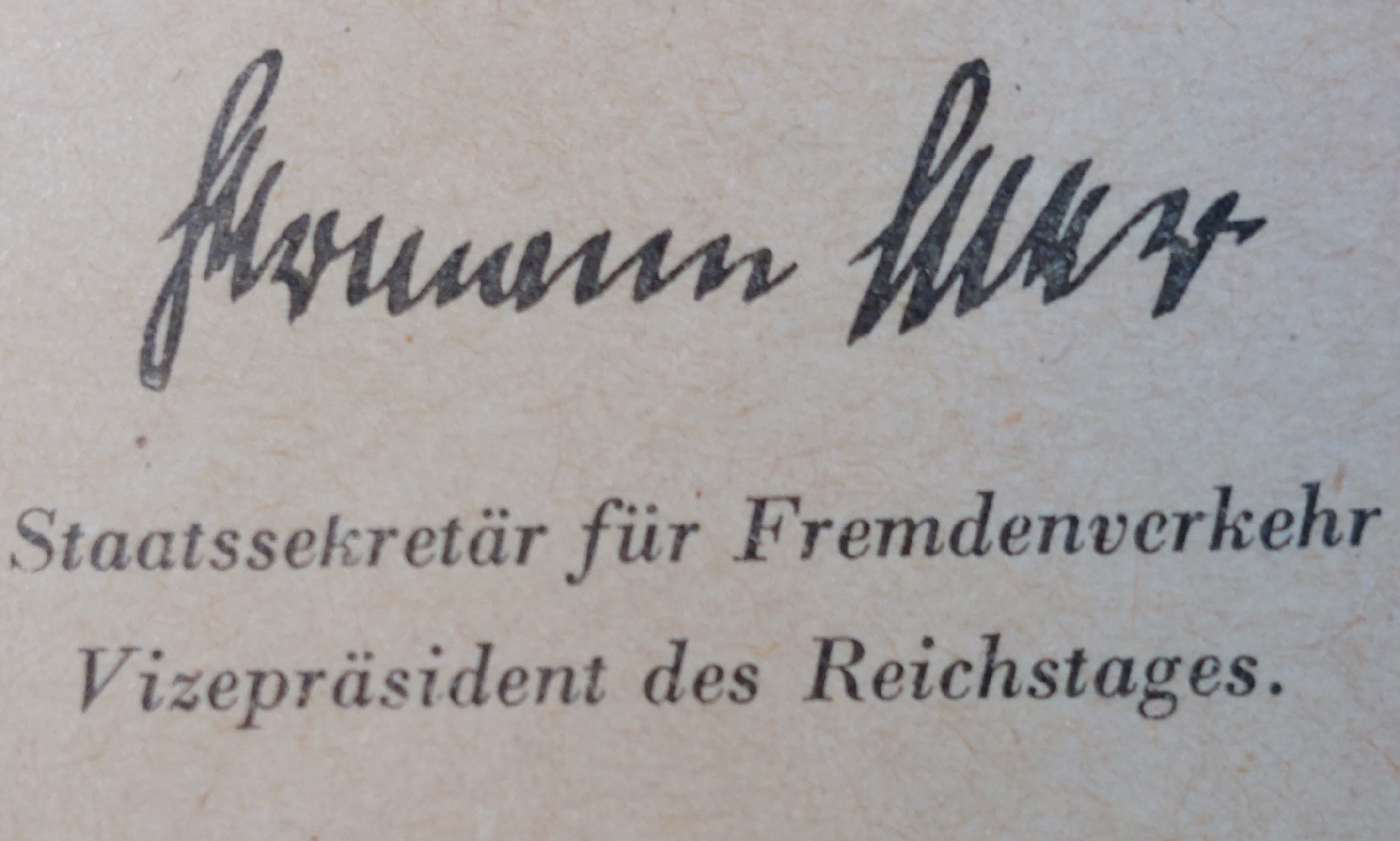
Signatur (1940)

Hermann Esser (* 29. Juli 1900 in Röhrmoos bei Dachau; † 7. Februar 1981 in Dietramszell) war ein nationalsozialistischer Journalist und Politiker. Als einer der frühesten Gefolgsleute und Freunde Adolf Hitlers bekleidete er während der Weimarer Republik bis 1926 einflussreiche Positionen in der NSDAP, zuletzt als Reichspropagandaleiter, verlor aber nach der Bamberger Führertagung 1926 zunehmend an Einfluss. In der Zeit des Nationalsozialismus war er kurzzeitig bayerischer Wirtschaftsminister sowie von 1939 bis 1945 Staatssekretär für Fremdenverkehr im Reichsministerium für Volksaufklärung und Propaganda. Nach Kriegsende kam er für ein Jahr in Haft und lebte dann unbehelligt in Bayern.

## Leben

### Jugend
Essers Vater war Eisenbahndirektor in Kempten, wo Hermann Esser auch das Humanistische Gymnasium Kempten besuchte. Im Juli 1917 meldete er sich freiwillig zur Armee. Ob er im Ersten Weltkrieg an der Front kämpfte, ist laut dem Historiker Othmar Plöckinger ungeklärt. 1918 legte er ein Notabitur ab. Nach der Demobilisierung war er für kurze Zeit Mitglied der USPD. 1919 nahm Esser ein Studium der Zeitungswissenschaft auf und volontierte bei der sozialdemokratischen Zeitung Allgäuer Volkswacht (Kempten). Er wurde Mitglied der Burschenschaft Danubia München.
Im Mai 1919 nahm er als Angehöriger des Freikorps Schwaben an der Niederschlagung der Münchner Räterepublik teil. Im Sommer 1919 besuchte der 19-Jährige einen antibolschewistischen Aufklärungskurs der Propagandaabteilung der bayrischen Reichswehr und beschwerte sich anschließend bei deren Leiter, Hauptmann Karl Mayr, dass die Kursleitung die „Judenfrage“ nicht angesprochen hatte. Besonders interessierte er sich für „jüdische Finanzer“. Mayr bat Esser daraufhin lediglich, sein Temperament zu zügeln. Anschließend wurde er Mayrs Pressereferent. Hier lernte er Adolf Hitler kennen, mit dem er gemeinsam im Auftrag der Propagandaabteilung Vortragsabende verschiedener Gruppen und Verbände besuchte. Durch Mayr lernten die beiden auch die völkisch-antisemitische Deutsche Arbeiterpartei (DAP) kennen und traten ihr bei.

### In der Weimarer Republik

#### Frühzeit der NSDAP
Am 8. März 1920 trat Esser der im Monat zuvor gegründeten NSDAP bei; seine Mitgliedsnummer war 881, wobei jedoch zu beachten ist, dass als erste offizielle Nummer die 501 vergeben worden war, um eine größere Mitgliederzahl der Partei vorzutäuschen. Von September 1920 an veranstaltete der Zwanzigjährige mit zunehmender Regelmäßigkeit an den Wochenenden Werbeveranstaltungen für die NSDAP in verschiedenen Orten Bayerns. In der ersten Jahreshälfte 1921 hielt er über dreißig solcher Veranstaltungen ab, und zwar in Orten, wo sich eventuell früher schon Interesse für den Nationalsozialismus gezeigt hatte. Gegen Ende des Jahres 1920 half er mit, als die NSDAP den Völkischen Beobachter erwarb, und wurde im Frühjahr 1921 gemeinsam mit Alfred Rosenberg einer der Redakteure („Schriftleiter“) der damals wöchentlich erscheinenden Zeitung. Hier veröffentlichte er schlüpfrige Skandalgeschichten mit antisemitischer Tendenz: Immer waren es Juden, denen er unsittliches Verhalten und andere Verfehlungen in die Schuhe schob. Damit trug er wesentlich zur Bekanntheit der NSDAP und namentlich Hitlers in München bei.
Esser war neben Ernst Röhm, Julius Streicher, Christian Weber und Dietrich Eckart einer der nur fünf Gefolgsleute Hitlers, mit denen er sich duzte. Diese Männer, zu denen noch Max Amann, Rudolf Heß und Alfred Rosenberg gehörten, trafen sich regelmäßig im Café Neumayr am Münchner Viktualienmarkt. Sie waren zumeist Berufslose oder im bürgerlichen Leben Gescheiterte und bildeten eine Clique um Hitler, den sie als „Führer“ bedingungslos bewunderten, bewachten, für den sie Kontakte herstellten und den sie beim Aufbau der nationalsozialistischen Bewegung unterstützten. Indem Hitler meist umgeben von dieser Entourage auftrat, grenzte er sich von allen anderen Mitgliedern der NSDAP ab. Typisch für diesen Kreis war ihr durchweg radikaler Antisemitismus.
Hitler und Esser waren 1921 mit dem Vorsitzenden der NSDAP, Anton Drexler, sehr unzufrieden und erwogen bereits die Gründung einer eigenen Partei. Stattdessen aber trat Hitler im Juli 1921 aus der NSDAP, deren wichtigster Propagandaredner er mittlerweile war, aus. Für seinen Wiedereintritt verlangte er ultimativ den Parteivorsitz und diktatorische Befugnisse innerhalb der NSDAP. Auch bei diesem Coup stand Esser, den die Parteileitung in der Zwischenzeit aus der Partei ausgeschlossen hatte, an Hitlers Seite. Bei der Parteiversammlung im Hofbräuhaus am 29. Juli 1921, auf der Hitler zum Vorsitzenden gewählt und die Parteisatzung entsprechend geändert wurde, begrüßten die 554 anwesenden Nationalsozialisten Esser und ihn mit „nicht enden wollendem Beifall“.

#### Propagandaleiter
Für seine Treue wurde Esser 1921 zum ersten Propagandaleiter der NSDAP berufen. In diesem Amt trug er wesentlich zur Verbreitung des Führermythos um Hitler bei. Er galt als einer der wenigen guten Redner der NSDAP und beteiligte sich wiederholt daran, Versammlungen anderer Parteien gewaltsam zu sprengen, deren Anhänger er als Juden oder „Judenzer“ beschimpfte. Am 12. Januar 1922 wurde er wegen Landfriedensbruchs, Erregung öffentlichen Ärgernisses und Körperverletzung zu 100 Tagen Haft verurteilt. Gemeinsam mit Hitler und weiteren Nationalsozialisten hatte er am 14. September 1921 eine Versammlung des föderalistischen Bayernbundes im Münchner Löwenbräukeller gewaltsam gesprengt. Dessen Vorsitzender, der kriegsversehrte Otto Ballerstedt, war dabei schwer am Kopf verletzt worden. Am 3. November 1922 erklärte Esser, inspiriert vom Marsch auf Rom der italienischen Faschisten wenige Tage zuvor, das sei auch in Deutschland möglich: „Den Mussolini Italiens haben wir auch in Bayern. Er heißt Adolf Hitler.“ Nach einer anderen Quelle nannte er ihn nicht nur Bayerns, sondern „Deutschlands Mussolini“. Einen Monat später erklärte der Völkische Beobachter Hitler – ebenfalls in Anlehnung an den italienischen „Duce“ – zum Führer nicht mehr nur der Partei, sondern für ganz Deutschland.
Vor der Ruhrbesetzung durch französische Truppen 1923 forderte Esser, 500.000 Juden zu verhaften und zu erschießen, sollte nur ein einziger ausländischer Soldat deutschen Boden betreten. Diesem Vorschlag lag die Wahnidee zugrunde, die deutschen Juden wären insgeheim mit dem Ausland verbündet und eigneten sich daher als Geiseln, um andere Mächte zu beeinflussen. (Ähnliche Vorstellungen finden sich noch in Hitlers Rede vor dem Deutschen Reichstag am 1. September 1939.)
Am 5. Juli 1923 heiratete Esser; Hitler war Trauzeuge. Aus der Ehe mit seiner Frau Therese gingen 1925 und 1926 zwei Söhne hervor, der zweite Sohn war Ernst Esser. Beim Hitler-Putsch im November 1923 spielte Esser keine besondere Rolle: Zwar war er in die konspirativen Vorbereitungen eingebunden, während der entscheidenden Tage war er aber an Gelbsucht erkrankt. Nachdem der Putsch rasch niedergeschlagen worden war, floh er nach Österreich, kehrte im Mai 1924 aber wieder nach Deutschland zurück und wurde wegen illegalen Grenzübertritts und Landfriedensbruchs zu drei Monaten Haft verurteilt. Anschließend engagierte er sich in der Großdeutschen Volksgemeinschaft (GVG), einer der Nachfolgeorganisationen für die verbotene NSDAP, und konnte gemeinsam mit Julius Streicher deren Gründer Rosenberg von der Parteispitze verdrängen, mit dem er schon in ihrer gemeinsamen Zeit beim Völkischen Beobachter rivalisiert hatte. Regelmäßig besuchte er Hitler im Festungsgefängnis Landsberg. Gegen die Konkurrenz der GVG, die Nationalsozialistische Freiheitsbewegung, polemisierte Esser 1924, deren Vorsitzender Erich Ludendorff habe sowohl im Weltkrieg als auch beim Putsch versagt. Die Vorwürfe, die in der als „alljüdisch“ geltenden Frankfurter Zeitung veröffentlicht worden waren, sorgten für erhebliche Empörung im völkischen Lager. Ein Treffen der verschiedenen nationalsozialistischen Splittergruppen, das am 20. Juli 1924 in Weimar abgehalten wurde, brachte keine Einigung: Zu verschieden waren die Vorstellungen zu Fragen der Parlamentstaktik oder der Führung.
Streicher und Esser kritisierten beim Einigungsparteitag knapp einen Monat später, eine „Nationalsozialistische Freiheitsbewegung Großdeutschland“ mit einem Triumvirat Strasser–Ludendorff–Graefe wahre die Hegemonie Hitlers nicht. Aber trotz ihrer „terroristischen Beeinflussungsmethoden“ vermochten sie nicht, die Mitglieder der NS-Gruppierungen zu überzeugen, die meinten, ihre Radikalität gefährde Hitlers Freilassung. Als Streicher auch noch DAP-Versammlungen terrorisieren ließ, wurden Esser und er Anfang August 1924 zunächst von der Landtagsfraktion aus dem Völkischen Block ausgeschlossen und Mitte Oktober aus der völkischen Bewegung. Die beiden verstärkten daraufhin ihre Versammlungs- und Agitationstätigkeit, während viele Ortsgruppen der GVG zur Nationalsozialistischen Freiheitsbewegung wechselten. Streicher und Esser standen nunmehr in Opposition zu nahezu jeder anderen völkischen Organisation. Gegen die Konkurrenz des Völkischen Blocks, eines weitgehend selbstständigen Regionalverbands der Deutschvölkischen Freiheitspartei, und der fränkischen DAP konnte sich Essers und Streichers GVG nicht durchsetzen.
Als Hitler am 20. Dezember 1924 aus der Haft in Landsberg entlassen wurde, war fraglich, ob er die Führerschaft über die völkische Bewegung gewinnen würde, die auch Ludendorff beanspruchte. Streicher und Esser waren die einzigen, die ihre Organisation Hitler unterstellen wollten. Nachdem das NSDAP-Verbot am 9. Februar 1925 aufgehoben worden war, erreichte Hitler auf der Gründungsversammlung der Partei am 27. Februar eine auf offener Bühne demonstrierte Aussöhnung Streichers, Essers und Arthur Dinters auf der einen und Rudolf Buttmanns, Wilhelm Fricks und Gottfried Feders auf der anderen Seite. Rückhalt genoss Hitler aber nur noch in der GVG, die mit ihrer noch einigermaßen intakten Organisation unmittelbar in die NSDAP eingegliedert wurde. Schon am 2. März trat Hitler gemeinsam mit Streicher und Esser auf drei Parallelversammlungen vor insgesamt 4.700 Menschen in Nürnberg auf. In der wiedergegründeten NSDAP erhielt Esser die Mitgliedsnummer 2. Anton Drexler, der Gründer der DAP, weigerte sich aber einzutreten, sollte Esser in der Partei weiterhin eine größere Rolle spielen. Esser erhielt zunächst kein Amt in der Partei – nach eigenem Bekunden wollte er die Versöhnung der alten Fronten unter den Nationalsozialisten nicht gefährden. Im August 1925 wurde er kurzzeitig Leiter der Propagandaabteilung des Völkischen Beobachters.
Trotz seines schlechten Rufs in der NSDAP, wo Esser wegen seiner ehebrecherischen Liebesaffären als „Lump“ galt, hielt Hitler an ihm fest. Dies ist laut der Historikerin Heike B. Görtemaker mit Essers Loyalität zu erklären, mit seinem rhetorischen Talent und mit seiner Funktion als „Blitzableiter“: Er zog die Kritik aus der Partei auf sich und entlastete dadurch Hitler. Vom 4. August 1925 bis April 1926 war Esser deshalb Reichspropagandaleiter der NSDAP und somit gemeinsam mit Philipp Bouhler und Franz Xaver Schwarz die Geschäftsleitung der NSDAP. Wie aktiv er in diesem Amt war, ist in der Forschung umstritten. Nach Einschätzung des Historikers Detlef Mühlberger entfaltete er eine nur begrenzte Aktivität. Laut Othmar Plöckinger lancierte er dagegen zahlreiche provokante Aktivitäten, die zu Prozessen und dadurch zu medialer Aufmerksamkeit für die NSDAP beitrugen. Dass Esser die Auseinandersetzungen mit den rivalisierenden nationalsozialistischen Gruppen aus der Zeit des Parteiverbots, namentlich mit dem Völkischen Block, fortsetzte, verprellte dessen Anhänger und schwächte die NSDAP. Hinzu kam seine schwache Organisationsarbeit. Dies und Essers „Radaustil“ warfen ihm die in Norddeutschland aktiven Nationalsozialisten Gregor und Otto Strasser sowie Joseph Goebbels vor und wehrten sich gegen Vorschriften der Münchner Zentrale und insbesondere Essers. Goebbels notierte am 20. August 1925, Strasser habe ihm „viel Trauriges“ über die „Sau- und Luderwirtschaft“ in der Münchner Parteizentrale berichtet: „Hitler ist von den falschen Leuten umgeben. Ich glaube, Hermann Esser ist sein Verhängnis.“ Im November 1925 lernte er bei einer Gautagung in Braunschweig Esser persönlich kennen, den er – wohl wegen seines Zweifingerbarts – für eine Imitation Hitlers ansah: „Geschniegelt und gebügelt. Der kleine Hitler. ‚Wie er sich räuspert, wie er spuckt, das hat er ihm trefflich abgeguckt.‘. Ein hübscher Bengel. Grauenhaft!“
Die Norddeutschen um die Strasser-Brüder und Goebbels gründeten eine eigene Propagandaorganisation, die unabhängig von Esser war, ignorierten ab Ende September 1925 seine Anordnungen und konnten durchsetzen, dass er sie im Völkischen Beobachter nicht mehr mit dem eigenen Namen unterzeichnen durfte. Sie verlangten Essers Ausschluss aus der NSDAP wegen seines „egoistischen und unvölkischen“ Verhaltens; Otto Strasser hielt ihn für „sexuell pervers“. Rosenberg, Essers Nachfolger in der Leitung des Völkischen Beobachters, zog Vorwürfe gegen ihn erst zurück, als Esser ihm mit einer Klage wegen Beleidigung drohte. Hintergrund des Streits waren Essers ordinäre Ausdrucksweise im Völkischen Beobachter, die sozialistische Ausrichtung der Norddeutschen sowie Essers Beziehung zur Ehefrau eines Nürnberger Parteigenossen und Spenders. Dies führte zum Bruch mit Streicher. Esser gab Hitler sein „Ehrenwort“, nicht mehr nach Nürnberg zu fahren, hielt sich aber nicht daran, weshalb Hitler ihn als Propagandaleiter entließ. Hitler nahm Streicher und Esser aber demonstrativ auf Reisen nach Norddeutschland mit. Zeitweise erwog er auch, Streicher im Parteigau Franken durch Esser zu ersetzen. Schließlich beendete Hitler den Streit auf der Bamberger Führertagung vom 14. Februar 1926: Er erteilte allen nationalbolschewistischen Tendenzen eine Absage, wertete deren Vertreter aber auf: Strasser wurde Essers Nachfolger als Reichspropagandaleiter, Goebbels wurde nach München eingeladen und durfte eine wichtige Rede halten. Esser wurde in einer Sondersitzung des Untersuchungs- und Schlichtungsausschusses der NSDAP ein Jahr „Probezeit“ auferlegt: Wenn er sich bis August 1927 nichts zuschulden kommen lasse, „sollte alles vergessen sein“.

#### Nach der Bamberger Führertagung
Dennoch ließ Hitler sein „Faktotum“ Esser nicht vollends fallen. Er setzte ihn vielmehr wiederholt als Redner auf Reichsparteitagen ein und übertrug ihm 1926 die Herausgeberschaft des Illustrierten Beobachters, der Illustrierten der NSDAP. Insgesamt bedeutete die Bamberger Tagung aber den Niedergang Essers in der NSDAP. Außerdem wurde ihm am 16. September 1926 die Leitung der Parteikreise Oberbayern und Schwaben übertragen, die er aber bereits im Mai 1927 wegen erneuten Streits mit Hitler wieder verlor. Auch die Münchner Parteigenossen wollten nichts mehr mit ihm zu tun haben. Goebbels hielt gleichfalls an seiner Abneigung fest: Im März 1926 nannte er ihn in seinem Tagebuch den „Vampir der Bewegung“ und notierte, an Hitler gerichtet: „Es tut mir in der Seele weh / Daß ich dich in der Gesellschaft seh!“
Zu einem Problem für die Nationalsozialisten wurde in den 1920er Jahren ihr Vorbild, das faschistische Italien. Der Diktator Mussolini verfolgte im deutschsprachigen Südtirol nämlich eine rigide Italianisierungspolitik, weshalb völkische Publizisten zu einem Boykott italienischer Waren aufriefen. Um Hitlers proitalienische Politik zu verteidigen, hielt Esser am 25. Februar 1926 gemeinsam mit Streicher eine Versammlung zum Thema „Südtirol, Mussolini und Held“ ab. Dort behauptete er, der Faschismus habe die Italiener von einem „Volk von Bettlern und Strauchdieben“ zu einer stolzen Nation gemacht. Deswegen werde er bekämpft von der „Dreieinheit der antifaschistischen Front: Hochfinanz, Marxismus und Freimaurertum im Zeichen des Davidsterns“. Es gehe also nicht um Südtirol, sondern um einen „Kampf der heutigen Weltbeherrscher“. 1927 veröffentlichte Esser seine antisemitische Hetzschrift Die jüdische Weltpest, die in der Zeit des Nationalsozialismus mehrere Neuauflagen erlebte. Darin behauptete er unter Aufnahme zahlreicher antisemitischer Stereotypen, die Juden hätten seit dem Alten Ägypten alle anderen Völker stets ausgebeutet und unterjocht, der Jerusalemer Tempel sei in Wahrheit ein Bankhaus gewesen, das Alte Testament rufe dazu auf, alle Nichtjuden auszubeuten. Die angebliche Gefährlichkeit der „jüdischen Rasse“ für die Menschheit zeige sich im Talmud, den die Juden vergeblich versuchen würden geheim zu halten, und in den Protokollen der Weisen von Zion. Aus dieser Fälschung, die erstmals 1903 in Russland veröffentlicht worden war und angebliche Weltherrschaftspläne der Juden enthält, zitierte er vier Seiten lang und den Schluss, den der jüdische Publizist Binjamin W. Segel, der die Authentizität der Protokolle bereits 1924 bezweifelt hatte, angeblich als einzig angemessene Strafe dafür genannt haben soll: „massenhafte Ausrottung“. Gegenargumente gegen diese Verschwörungstheorie ließ er keine gelten: „Was die von jüdischem Geld bestochene und gemästete Auslandsjournaille über innerdeutsche Angelegenheiten schreibt, läßt jeden Deutschen kalt bis ans Herz hinan.“ Auf Hitlers kurz zuvor erschienenes Buch Mein Kampf ging Esser nicht ein. Der Historiker Othmar Plöckinger sieht darin ein Indiz für eine Reserviertheit zwischen dem ins Abseits gedrängten Esser und Hitler. Laut Heike Görtemaker war Esser aber einer der regelmäßigen Gäste in Hitlers privatem Refugium, dem Berghof bei Berchtesgaden. Weil er weiterhin mit sexuellen Eskapaden auffiel, entzog Hitler ihm aber 1936 das vertraute Du.
Mit seiner Arbeit für den Illustrierten Beobachter beschäftigte Esser auch weiterhin die Gerichte: Dreimal wurde er wegen Beleidigung zu einer Geldstrafe verurteilt, einmal wegen Verstoß gegen das Republikschutzgesetz. Insgesamt war seine Tätigkeit seit der zweiten Hälfte der 1920er Jahre auf Bayern beschränkt. Im November 1926 wurde er wegen gewaltsamer Sprengung einer Versammlung des von Anton Drexler gegründeten und geführten Nationalsozialen Volksbundes im Münchener Hofbräuhaus im Februar 1926 zu einer Haftstrafe von zwei Wochen und der Aufhebung der Bewährungsfrist verurteilt, die seit seiner Verurteilung wegen Teilnahme am Hitlerputsch lief. Er ging in Berufung, die Strafe wurde im Februar 1927 vom Landgericht München I zu einer Geldstrafe von 150 Mark reduziert.
1928 wurde Esser in den oberbayerischen Kreistag gewählt, 1929 zog er in den Münchner Stadtrat ein, wo er den Vorsitz der NSDAP-Fraktion übernahm. An konstruktiver Sachpolitik zeigte er keinerlei Interesse, sondern fiel nur durch polemische Zwischenrufe und Störmanöver auf: Im Februar 1932 inszenierte er im Stadtrat einen regelrechten Tumult. Im Frühjahr des Jahres setzte ihn die Parteileitung als Propagandaleiter für den Wahlkampf zur bayerischen Landtagswahl ein. Am 24. April wurde die NSDAP zweitstärkste Partei nach der Bayerischen Volkspartei. Esser selbst wurde in den Landtag gewählt und beendete seine Tätigkeit beim Illustrierten Beobachter.

### In der Zeit des Nationalsozialismus

#### Minister in Bayern
Kurz nach der Machtergreifung kündigte Esser im Bürgerbräukeller das Ende der Pressefreiheit an: 

„Man beabsichtige, einige Dreckblätter vollständig auszuschalten [...]. Man werde diese Schmierfinken kein Haar anders behandeln, als die NSDAP es immer schon vorausgesagt habe, doch habe man es ihr nicht geglaubt.“

Von 1933 bis zur Aufhebung des Bayerischen Landtags am 30. Januar 1934 durch das Gesetz über den Neuaufbau des Reichs war Esser dessen Präsident. 1933 zog er als Abgeordneter für Oberbayern/Schwaben in den Reichstag ein. Von Dezember 1933 bis 1945 war er einer von dessen Vizepräsidenten. Im März 1933 gelang es ihm, den bayrischen Reichsstatthalter Franz Ritter von Epp zu bewegen, ihn zunächst zum Minister zur besonderen Verwendung zu ernennen. Zudem wurde er Chef der Bayerischen Staatskanzlei. Im Kabinett von Ministerpräsident Ludwig Siebert (NSDAP) bekleidete er ab April 1933 das Amt des Landwirtschaftsministers, ab dem 1. März 1934 das des Wirtschaftsministers – der Höhepunkt seiner Karriere.
In diesem Amt hatte er zahlreiche Konflikte mit Heinrich Himmler, dem Reichsführer SS, und mit dem bayerischen Innenminister und Gauleiter Adolf Wagner um Fragen der Presse, für deren Lenkung sich alle drei zuständig fühlten. Nach einer gescheiterten Intrige gegen Wagner, dem Bekanntwerden einer weiteren Affäre Essers, diesmal mit einer Minderjährigen, und finanzieller Unregelmäßigkeiten – er hatte von bayerischen Industriellen Gelder erpresst – musste er 1935 zurücktreten. Hinzu kam ein schmutziger Scheidungskrieg: Esser hatte mit seiner Geliebten Anna Bacherl mittlerweile drei Kinder. Eine Scheidung von seiner Frau, die seit 1933 zweimal die Scheidung eingereicht hatte, wurde aber beide Male abgewiesen.

#### Im Propagandaministerium

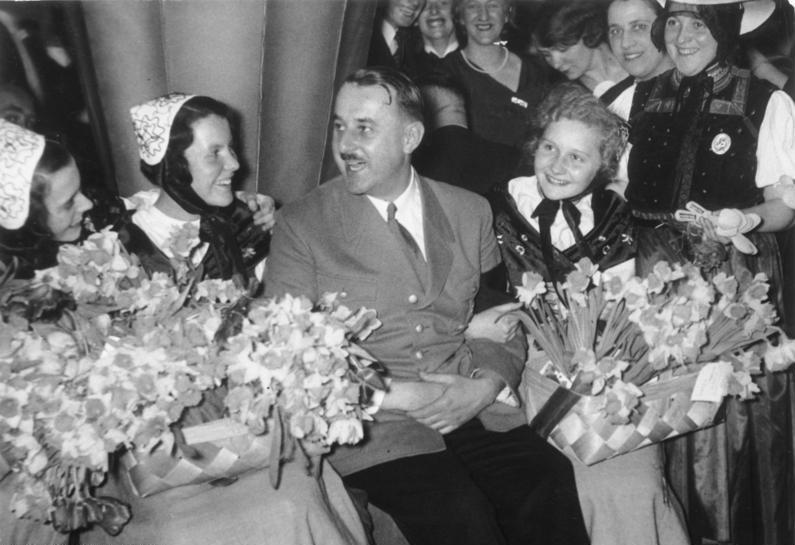
Hermann Esser als Vorsitzender der Reichsgruppe Fremdenverkehr beim „Fest der deutschen Reise“ in Berlin, zweite Hälfte der 1930er Jahre

1933 rückte Esser nach dem Ausscheiden Erhard Milchs in den Aufsichtsrat der Lufthansa nach. 1935 erhielt er den Tourismus als neues Betätigungsfeld zugewiesen, das dem Reichsministerium für Volksaufklärung und Propaganda (RMVP) zugeordnet war. Esser wurde Vorsitzender der Reichsgruppe Fremdenverkehr, am 27. Januar 1939 übernahm er zudem im Range eines Staatssekretärs die Fremdenverkehrsabteilung im RMVP. Goebbels hatte sich seit 1935 dagegen gewehrt, musste die Ernennung aber hinnehmen, da Esser, wie er selber, zu „Hitlers Hofstaat“ (Heike B. Görtemaker) gehörte. Essers Versuch, sich mit einem eigenen Tourismusministerium unabhängig zu machen, scheiterte an Goebbels’ Widerstand. Eine echte Gefahr für dessen Macht im NS-Staat stellte Esser, anders als Rosenberg oder Martin Bormann, aber zu keiner Zeit dar.
Im RMVP setzte Esser durch, dass die Förderung des Tourismus weiterhin zentralistisch von Berlin gesteuert wurde. Ansätze zur Gründung regionaler Verbände vereitelte er. Außerdem lag ihm am Herzen, die Reisebüros im nationalsozialistischen Sinn aufzuwerten. Beim ersten deutschen Reisebürotag erklärte er 1936 in Frankfurt am Main, die Reisebüros seien „Brückenbauer in die Heimat“, sowohl innerhalb des Reichs als auch über die Grenzen des Vaterlands hinaus. Als die Reisebüros anfingen, mit Dumpingpreisen der NS-Freizeitorganisation Kraft durch Freude Kunden abzunehmen, unterband er dies 1936. Reiseangebote in die Sowjetunion verurteilte Esser, aber verbot sie nicht. 1938 forderte Esser unter dem Titel „Ein Reich – ein Fremdenverkehr“ die Reisebüros auf, auch Reisen in die kürzlich erworbenen Gebiete anzubieten, um sie bei den Volksgenossen bekannter zu machen und „die Einheit Großdeutschlands“ zu betonen. Esser und seine Abteilung für Fremdenverkehr bemühten sich, den Kitsch bei Reiseandenken zu bekämpfen, etwa indem gute und unerwünschte Beispiele für Souvenirs ausgestellt wurden. Größer waren Essers Erfolge bei der Verwissenschaftlichung des Fremdenverkehrs: Ab 1938 erschien ein Jahrbuch des Deutschen Fremdenverkehrs, in München wurde ein Wirtschaftswissenschaftliches Institut für Fremdenverkehr gegründet, 1939 folgte die Hermann-Esser-Forschungsgemeinschaft für Fremdenverkehr in Frankfurt.
Die Positionen, die Esser im NS-Staat erreichte, waren politisch einflusslos, sicherten ihm aber ein respektables Einkommen. Durch seine persönliche Nähe zu Hitler wurde er von verschiedenen Seiten hofiert bzw. regelrecht bestochen: Die Deutsche Arbeitsfront (DAF) etwa finanzierte ihm 1938 den Kauf und den Umbau einer Villa in Berlin-Wannsee. Zuvor hatte Esser dafür gesorgt, dass Baubetriebe der DAF am prestigeträchtigen Bau des Hauses des Fremdenverkehrs beteiligt wurden, das als eines der wenigen Teile des geplanten Projekts Welthauptstadt Germania bereits begonnen wurde.
Zwei Monate nach den Novemberpogromen von 1938 legte er eine Neuauflage seiner Jüdischen Weltpest vor, in der er behauptete, die Juden bekämen nur, was ihnen gebühre:

„Adolf Hitler und die von ihm geschaffene und geführte Nationalsozialistische Deutsche Arbeiterpartei haben den Kampf gegen den Juden und den Judengeist in allen Lagern durchkämpft und so Volk und Reich wieder frei und glücklich gemacht.“

1938 strengte Esser erneut eine Scheidungsklage gegen seine Frau Therese an, der er unter anderem vorwarf, ihrerseits die Ehe gebrochen und seine Stellung in der NSDAP durch ehrverletzende Behauptungen über den Schatzmeister Franz Xaver Schwarz unterminiert zu haben. Tatsächlich wurde Therese Esser 1939 wegen Verstoßes gegen das Heimtückegesetz und übler Nachrede zu einer Gefängnisstrafe verurteilt. Esser ließ auch seine politischen Beziehungen spielen und erreichte, dass sich die Reichskanzlei, Justizminister Franz Gürtner und Hitler persönlich zu seinen Gunsten in seinen Scheidungsprozess einschalteten. Im März des Jahres wurde die Ehe in einem Revisionsverfahren als „zerrüttet“ geschieden, eine Möglichkeit, die erst wenige Monate zuvor durch das nationalsozialistische Ehegesetz eingeführt worden war. Hitler erklärte, bei dieser Entscheidung Essers Ehe vor Augen gehabt zu haben.
Ein eher skurriles Beispiel für die polykratietypischen Konflikte, in die Esser immer wieder geriet, war seine Romreise im April 1939: Dabei vereinbarte er eine Audienz bei Mussolini zur gleichen Uhrzeit wie Hermann Göring. Solche Audienzen galten unter den führenden Nationalsozialisten als so prestigeträchtig, dass Hitler sich vorbehielt, sie einzeln zu genehmigen. Die Doppelbuchung löste hektische Betriebsamkeit aus und konnte schließlich zur Zufriedenheit beider Alten Kämpfer entzerrt werden. Ein weiteres Beispiel ist Essers erfolgreicher Widerstand gegen die Bemühungen Robert Leys, innerhalb der DAF eine Abteilung für Tourismus zu etablieren. Dennoch meint die kanadische Historikerin Kristin Semmens, dass die Kämpfe um Zuständigkeiten, die den NS-Staat kennzeichneten, im Tourismussektor deutlich seltener auftraten als in anderen Politikfeldern.

#### Zweiter Weltkrieg
Während des Zweiten Weltkriegs trat Esser nur noch selten hervor. Der Fremdenverkehr ging stark zurück, Auslandsreisen waren kaum mehr möglich. Esser versuchte dem einen positiven Spin zu geben und freute sich im September 1939, statt des Fremdenverkehrs könne man nun „Gästeverkehr im besten wahrsten Sinne des Wortes“ genießen. 1940 sorgte er dafür, dass Juden der Zugang zu den Bädern und Kurorten der „Ostmark“ verboten wurde. 1941 geriet er in einen Konflikt mit Baldur von Schirach, dem Beauftragten für die Kinderlandverschickung: Als immer mehr Ferienquartiere und Pensionen in Sommerfrischen durch Kinder und deren Mütter belegt wurden, die vor dem Bombenkrieg aus den Großstädten evakuiert wurden, befürchtete Esser tiefere Eingriffe in seine Zuständigkeiten. Er mahnte an, im Interesse der Volksgesundheit doch wenigstens die Heilbäder zu verschonen, konnte sich aber nicht durchsetzen. Im November 1941 bestimmte er per Verordnung, dass der Aufenthalt in Ferienorten nur noch Wehrmachtsangehörigen, Rüstungsarbeitern und anderen kriegswichtigen Personen gestattet sei. Während des Krieges begann Esser, seine Abteilung umzustrukturieren, um eine noch größere Kontrolle über den Freizeitreiseverkehr zu gewinnen. Eine noch stärkere Vereinheitlichung der Organisationen und der Arbeiten im Fremdenverkehrswesen versprach er für die Zeit nach dem Endsieg, für die er einen beispiellosen Aufschwung des Tourismus prognostizierte.
1943 hielt Esser vor Alten Kämpfern die Festrede zum dreiundzwanzigjährigen Gründungsjubiläum der NSDAP, am 24. Februar 1945 verlas er Hitlers letzte öffentliche Rede, in der die desaströse Lage Deutschlands mit den Anfängen der NSDAP verglichen wurde: In beiden Fällen hätte „das internationale Judentum“ sich „zur Vernichtung der Freiheit und des sozialen Glücks der Völker“ sowohl des Kapitalismus als auch des Bolschewismus bedient.

### Nach dem Ende des Nationalsozialismus
Bei Kriegsende wurde Esser von der amerikanischen Armee verhaftet und im Lager 307 Augsburg-Göggingen interniert. Im Verhör am 6. Dezember 1946 behauptete er, sich nach seinem Rücktritt als Minister nicht mehr politisch betätigt zu haben. Das Buch Die jüdische Weltpest stamme nicht von ihm, sondern von Rosenberg. Der konnte zu dieser Lüge nicht mehr Stellung nehmen, weil er bereits hingerichtet worden war. Der amerikanische Ermittler notierte, Esser sei ein Gegner der Nürnberger Rassengesetze gewesen, sein Dissens mit Hitler habe sich an der „jüdischen Frage“ entzündet und er habe keine persönliche Beziehung mehr zu ihm gehabt. Von den „Grausamkeiten in den Konzentrationslagern“ hätte er erstmals im Januar 1945 erfahren.
Um einem Spruchkammerverfahren zu entgehen, tauchte er im Dezember 1947 unter. Am 8. August 1949 stufte ihn die Münchner Entnazifizierungskammer in Abwesenheit als Hauptschuldigen ein und verurteilte ihn zu fünf Jahren Arbeitslager. Im September 1949 wurde Esser gefasst und zur Verbüßung seiner Strafe in das Arbeits- und Festhaltelager Eichstätt verbracht. Dort wurde er im Herbst 1950 nach nur einem Jahr vorzeitig entlassen.
Danach trat Esser nicht mehr öffentlich in Erscheinung. Er lebte unbehelligt in München und arbeitete in leitender Position im Bayerischen Reisebüro.
Im Juli 1980 gratulierte der bayerische Ministerpräsident Franz Josef Strauß (CSU) dem „Staatsminister a. D.“ offiziell zum 80. Geburtstag. Esser starb am 7. Februar 1981.

## Forschungsstand
Eine umfassende wissenschaftliche Biografie zu Esser ist bis heute (Stand 2025) ein Desiderat der Fachforschung. Der Historiker Paul Hoser arbeitet an einer umfassenden Studie über Essers Leben und Wirksamkeit.

## Veröffentlichungen

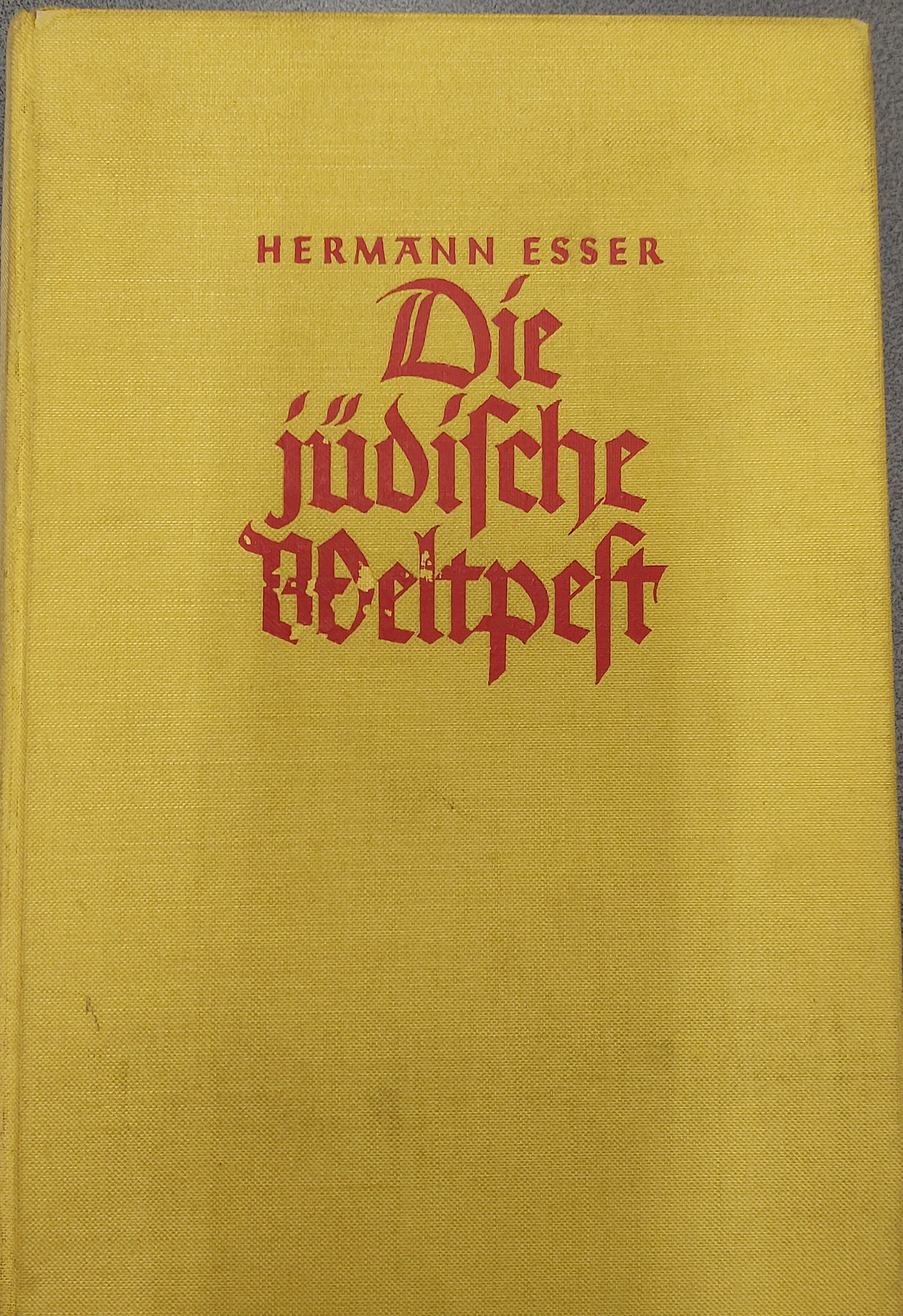
Weltpest (1939)

- Die jüdische Weltpest. Kann ein Jude Staatsbürger sein? Eher, München 1927, 1. Aufl. Die 2. erweiterte Aufl. erschien 1939 unter dem Titel Die jüdische Weltpest. Judendämmerung auf dem Erdball. Nach Kriegsende in der Sowjetischen Besatzungszone auf die Liste der auszusondernden Literatur gesetzt.[95]
- „Bayerns Retter heißt Adolf Hitler.“ Ansprache des Stadtrats Hermann Esser. Nationaler Schallplatten Dienst, Berlin.